# Călui
Călui è un comune della Romania di 1 899 abitanti, ubicato nel distretto di Olt, nella regione storica dell'Oltenia. 
Il comune è formato dall'unione di 2 villaggi: Călui e Gura Căluiu.
Călui è divenuto comune autonomo nel 2003, staccandosi dal comune di Oboga.